# 招商引资

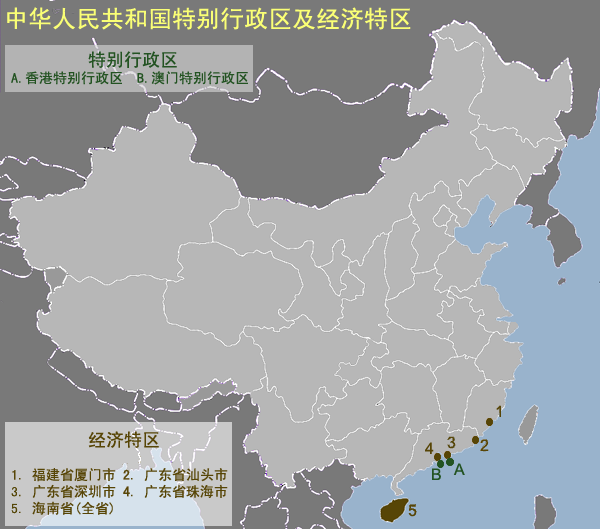
中華人民共和國的經濟特區

招商引资，是中华人民共和国地方各级人民政府或其有关部门为地方经济发展，吸引行政区域以外的投资人到当地投资的活动。招商引资是指地方政府（开发区）以说服投资者受让土地或租赁厂房为主要表现形式的，针对一个地区的投资环境的销售行为。
在中国大陸，早期的招商引资主要是以工业开发区为主体的吸收投资活动。中華人民共和國各级政府和开发区通过招商引资而获得的“外国直接投资”（FDI）是中国大陸经济发展和经济改革的重要组成部分。招商引资正逐渐从制造业向其他所有的经济领域扩展，包括传统的第三产业和各类新兴的产业。投资来源也已经扩展到国有企业、民营企业等各类法人和个人。
中華人民共和國各级地方政府和开发区通过招商引资获得了投资，从而增加了地方经济（GDP、税收）的增长和就业的增加。一些地方政府官员因此而获得特别的升迁。
各地政府招商引资的竞争，导致投资者（企业）投资成本和运营成本的降低，也促进了政府对企业的服务意识和服务质量的提高。
大多数国家都会在对外交往中为本国经济发展做投资促进活动，但最根本的职能基本上由社会经济组织承担，如专业投资咨询公司、行业协会等等，像中国大陸一部份地区成立专门机构，以政府名义做投资促进工作的十分罕见，因此行政色彩浓厚、相应的弊端也很多。当然，也有一些地方通过招商引资确实提高了当地经济发展水平。